# Bernadeta Prandzioch
Bernadeta Prandzioch (ur. 22 marca 1989 w Katowicach) – śląska pisarka, publicystka i psycholog.

## Życiorys
Ukończyła psychologię i pedagogikę w ramach Międzywydziałowych Indywidualnych Studiów Humanistycznych na Uniwersytecie Śląskim w Katowicach. Stypendystka Ministra Nauki i Szkolnictwa Wyższego, wyróżniona przez rektora Uniwersytetu Śląskiego za osiągnięcia artystyczne, działalność kulturalną oraz naukową. W 2016 wystąpiła na konferencji TEDx w Katowicach.
Jest Ślązaczką, mieszka w Katowicach.

## Kariera literacka
Debiutowała w 2013 opowiadaniem „Ceną będzie samotność” na łamach miesięcznika Nowa Fantastyka. W tym samym roku jej opowiadanie „Wywiad” ukazało się w antologii „Pożądanie” wydanej przez Powergraph. Publikowała opowiadania również na łamach czasopisma Chimera. W kwietniu 2015 krakowski Teatr Barakah zorganizował Dramatorium, podczas którego aktorzy odczytali fragmenty opowiadania „Wywiad”.
Publikowała recenzje i eseje w Znaku, Opcjach, FA-arcie, Radarze, Popmodernie. W Nowej Gazecie Śląskiej prowadziła autorski cykl „Pisarze prowincjonalni", w którym przybliżała śląską literaturę. W latach 2012–2016 była redaktorką działu literackiego magazynu Reflektor. Rozświetlamy kulturę!. W 2013 w ramach festiwalu „Miasto w budowie" prowadziła spotkania ze Szczepanem Twardochem oraz Justyną Bargielską. O literaturze opowiadała też na antenie Radia Katowice w rozmowach z Jackiem Filusem. Gościła jako prelegentka na Conrad Festivalu w 2015. W 2017 była gościem Warszawskich Targów Książki.
23 maja 2017 nakładem wydawnictwa Rebis ukazała się jej debiutancka powieść, powieść kryminalna „Terapeutka". Za swoją działalność literacką została nominowana do Nagrody Marszałka Województwa Śląskiego dla młodych twórców (2017). W 2019 ukazała się jej powieść kryminalna „Tabu".

## Twórczość

### Powieści
- Terapeutka, wyd. Dom Wydawniczy „Rebis”, 2017, ISBN 978-83-80-62183-1[18]
- Tabu, wyd. Dom Wydawniczy „Rebis”, 2019, ISBN 978-83-806-2597-6[19]

### Opowiadania
- Ceną będzie samotność, „Nowa Fantastyka”, 2/2013
- Wywiad, opowiadanie w antologii Pożądanie, wyd. „Powergraph”, 2013, ISBN 978-83-61-18768-4
- Neapol, „Chimera”, 7-8/2013
- Mogło być gorzej, „Chimera”, 4/2014
- Pierwszy, „Chimera”, 12/2014

### Wybrane artykuły
- Acedia. Zrodzona z nienawiści i pożądania, „Opcje”, 2/2012
- Nieumarły trup (o Wieniedikcie Jerofiejewie), „Reflektor. Rozświetlamy kulturę!”, 3/2013
- Czekam na wezwanie… (o Sándorze Máraiu), „(Reflektor. Rozświetlamy kulturę!”, 5/2013
- Ernst Jünger. Nihilizm, nicość, nadzieja, „FA-art”, 1-2/2014
- Jüngerowska augmented reality, „Popmoderna”, 17.02.2014
- Dlaczego go zdradziłeś, Judaszu?, „Miesięcznik Znak”, 11/2016
- Niebezpieczna perfekcja, „Miesięcznik Znak”, 3/2018